# ʿAin

ʿAin in isolierter Form

ʿAin (arabisch عين, auch ʿAyn) ist der 18. Buchstabe des arabischen Alphabets. Er ist aus dem phönizischen Ajin  hervorgegangen und dadurch sowohl dem hebräischen Ajin ע, das denselben semitischen Kehllaut darstellte, als auch mit dem lateinischen O und griechischen Omikron (Όμικρον) (Ο) verwandt. Ihm ist im Arabischen wie im Hebräischen der Zahlenwert 70 zugeordnet. Der nahezu gleich aussehende 19. Buchstabe des arabischen Alphabets, Ghain (غ), unterscheidet sich nur durch einen diakritischen Punkt von ihm.

## Lautwert und Umschrift

### Arabisch
Das ʿAin hat keine Entsprechung im Hochdeutschen, aber im schwäbischen Dialekt. Es handelt sich hierbei um einen stimmhaften pharyngalen Reibelaut (IPA: [⁠ʕ⁠]), bei dem die Muskeln des Schlundes stark angespannt und aneinandergepresst werden. Das ʿAin ist das stimmhafte Pendant zum Ḥā' und unterscheidet sich deutlich vom Stimmabsatz Hamza. In der DMG-Umschrift wird ʿAin als kleiner nach rechts offener Bogen (ʿ) wiedergegeben (es ist dabei nicht mit dem nach links offenen Bogen zu verwechseln, der das Hamza repräsentiert). In der nichtwissenschaftlichen Umschrift wird ʿAin oft mit einem Apostroph wiedergegeben oder bleibt unbezeichnet. In Domainnamen, Internetforen sowie bei der Benutzung von Chatprogrammen repräsentiert häufig die Ziffer „3“ das ʿAin.

### Äthiosemitische Sprachen
Die semitischen Sprachen im Horn von Afrika behandeln das ʿAin (geschrieben ዐ) unterschiedlich. In der altäthiopischen Sprache, dem Ge'ez, kommt es vor. In dem mit ihm eng verwandten Tigrinya, der Amtssprache Eritreas, ist es ebenfalls enthalten. In der semitischen Sprache Amharisch, die sich sprachgeschichtlich auf der Grundlage eines starken kuschitischen Substratums als Mischsprache entwickelt hat, ist ʿAin mit dem einfachen Stimmabsatz  (stimmlosen glottalen Plosiv (Knacklaut) [⁠ʔ⁠], wie ' in Stimm'absatz) zusammengefallen. Die beiden Laute werden in der Orthographie noch unterschieden (ዐ und አ), aber der Ersatz von ዐ durch አ ist häufig und zulässig.

### Persisch
Anders als im Arabischen bezeichnen ʿAin und Hamza im Persischen denselben Laut, nämlich den stimmlosen glottalen Plosiv (Knacklaut) [⁠ʔ⁠], wie er auch im Deutschen vor vokalisch anlautenden Wörtern gesprochen wird. ʿAin kommt im Persischen vor allem in arabischen Lehnwörtern vor, die genau wie im Arabischen geschrieben werden. Es repräsentiert keinen originär indoiranischen Laut und ist daher mit Hamza zusammengefallen.
Ähnlich verhält es sich mit ʿAin in anderen nicht semitischen Sprachen, die sich der arabischen Schrift bedienen oder bedient haben, etwa im osmanischen Türkisch.

### Türkisch
Anders als im Arabischen entsteht der Laut im osmanischen Türkisch nicht durch Pressen der Kehle, sondern ist ein einfacher Stimmabsatz. Die Transliteration der İslâm Ansiklopedisi von 1940 ist dieselbe wie die DMG-Transliteration von 1935 (ʿ).

### Urdu
Im Urdu wird ʿAin nur am Wortanfang als Stimmabsatz ausgesprochen, und sonst überhaupt nicht. Nach kurzen Vokalen bewirkt es jedoch eine Veränderung dieser Vokale in lange, und zwar: a + ʿAin = langes ā, i + ʿAin = langes e, und u + ʿAin = langes o. Z. B. baʿd „nach“, gesprochen baad, śiʿr „Gedicht“, gesprochen scheer, und śuʿba „Abteilung“, gesprochen schooba.

### Maltesisch
Im Maltesischen, das seit dem Mittelalter in lateinischen Buchstaben geschrieben wird, wird ʿAin heute mit dem Graphem għ dargestellt. Es bezeichnete ursprünglich einen Kehllaut und ist aus arabisch ʿAin (ع) und Ghain (غ) hervorgegangen. Im 20./21. Jahrhundert wird es von den meisten Sprechern nur noch vokalisch umgesetzt: Meist längt oder diphthongiert es den davor oder danach stehenden Vokal. Der eigentliche Kehllaut ist nur noch in einigen maltesischen Dialekten zu hören.

## ʿAin in Unicode
| Unicode Codepoint | U+0639            |
| Unicode-Name      | ARABIC LETTER AIN |
| HTML              | &#1593;           |
| ISO 8859-6        | 0xd9              |

Für die Transkription:
| Unicode Codepoint | U+02BF                         |
| Unicode-Name      | MODIFIER LETTER LEFT HALF RING |
| HTML              | &#703;                         |